# XVI Premis Turia
Els XVI Premis Turia foren concedits el 7 de juliol de 2007 per la revista valenciana Cartelera Turia amb la intenció de guardonar les persones i col·lectius que haguessen destacat l'any anterior en qualsevol de les categories i seccions que cobria la revista: cinema (pel·lícula espanyola i estrangera, actor i actriu), teatre, arts plàstiques, literatura, gastronomia, mitjans de comunicació, esports, música, literatura i actors porno. La llista de guanyadors era escollida per l'equip de redactors i col·laboradors de la revista.
El dia abans, el 6 de juliol, es va celebrar la IX Sexparty a la Sala Gran Caimán amb la participació de les actrius Tera Bond, Salma Bond, Salma de Nora i Dunia Montenegro, i l'actor Joel Acosta, així com la presentació del llibre de Javier Angulo El poderoso influjo de Jamón Jamón, amb la presència de Bigas Luna.
L'entrega es va dur a terme a l'Auditori del Centre Cultural de Burjassot, fou presentada novament per Tonino i Juanjo de la Iglesia amb l'actuació de Sergi López amb el seu espectacle "Non solum".
El premi consisteix en una estàtua que imitava la que sortia a la mítica pel·lícula El falcó maltès (1950) de John Huston.

## Guardons
Els guanyadors de l'edició foren:
| Categoria                             | Premiat                                            | Labor premiada                                    |
| ------------------------------------- | -------------------------------------------------- | ------------------------------------------------- |
| Millor Pel·lícula Espanyola           | Ficció                                             | Cesc Gay                                          |
| Millor Pel·lícula Estrangera          | La vida dels altres                                | Florian Henckel von Donnersmarck                  |
| Millor Opera Prima                    | La noche de los girasoles                          | Jorge Sánchez-Cabezudo                            |
| Premi nous realitzadors               | Vete de mí                                         | Víctor García León                                |
| Premi Especial Turia                  | Salvador (Puig Antich)                             | Manuel Huerga                                     |
| Premi Especial Turia                  | Rafael Azcona                                      | -                                                 |
| Premi Especial Cinema                 | Bigas Luna                                         | -                                                 |
| Premi Especial Cinema                 | Proyecson                                          | -                                                 |
| Premi Especial Cinema                 | Antonio Dechent                                    | -                                                 |
| Premi Especial Cinema                 | Versión española                                   | La 2                                              |
| Premi millor documental               | Las alas de la vida                                | Toni Canet                                        |
| Millor Actor                          | Sergi López                                        | El laberinto del fauno                            |
| Millor Actriu                         | Maribel Verdú                                      | El laberinto del fauno                            |
| Millor Actor Revelació                | Quim Gutiérrez                                     | AzulOscuroCasiNegro                               |
| Millor Actriu Revelació               | Ivana Baquero Macías                               | El laberinto del fauno                            |
| Millor Actriu Revelació               | Montse Germán                                      | Ficció                                            |
| Millor contribució dansa              | Sol Picó                                           | Germinal Produccions, dirigida per Isabel Coixet. |
| Millor contribució gastronòmica       | Restaurant Casa Vicent                             | -                                                 |
| Millor contribució cívica             | Col·lectiu Ja en tenim prou                        |                                                   |
| Millor contribució cívica             | Remedios Montero Martínez i Florián García Velasco | -                                                 |
| Millor contribució literària          | Carmen Amoraga                                     | Algo parecido al amor                             |
| Premi "La Turia te pone verde"        | Compromís pel Territori                            | -                                                 |
| Millor contribució cultural del còmic | Editorial Camacuc                                  |                                                   |
| Millor programa de televisió          | Todos a cien                                       | La Sexta                                          |
| Millor Actriu Porno Europea           | Tera Bond                                          |                                                   |
| Premi Huevo de Colón                  | Cándida, de Guillermo Fesser                       |                                                   |

## Premi per votació dels lectors
| Categoria                    | Pel·lícula             | Director                         |
| ---------------------------- | ---------------------- | -------------------------------- |
| Millor pel·lícula espanyola  | El laberinto del fauno | Guillermo del Toro               |
| Millor pel·lícula estrangera | La vida dels altres    | Florian Henckel von Donnersmarck |